# 吳秀珠
吳秀珠（1948年—），是臺灣女歌手，外號「小野貓」，活躍於1970年代。1978年3月18日和新格唱片音樂製作人姚厚笙公證結婚，為第二次婚姻。1984年與前花蓮縣議會議長俞傳旺結婚，即退出歌壇；但1998年離婚。

## 成名曲
參考資料：
- 《純情花》（所有專輯裡，唯一一首台語流行音樂歌曲）
- 《沒有留下地址》（作詞：莊奴，作曲：左宏元，電影《未曾留下地址》片頭曲）[3]
- 《飛躍在我心》（作詞：仁道，作曲：左宏元，1977年電影《彩雲在飛躍》插曲）[4]
- 《躍馬中原》[5]
- 《此情可問天》（作詞：莊奴，作曲：左宏元）[6]
- 《桑園》（作詞：孫儀，作曲：駱明道，1976年臺灣電影《桑園》主題曲）[7]

## 戲劇
| 年份   | 頻道 | 劇名                   | 飾演     |
| ------ | ---- | ---------------------- | -------- |
| 2012年 | 大愛 | 《麻豆小鎮》           | 來好     |
| 2012年 | 大愛 | 《小妹》               | 徐阿妹   |
| 2016年 | 台視 | 《加油！美玲》         | 珍珠姨   |
| 2016年 | 大愛 | 《阿寬》               | 屘嬸婆   |
| 2016年 | 大愛 | 《平凡很幸福》         | 廖阿嬤   |
| 2018年 | 大愛 | 《同學，早安！》       | 楊陳玉珠 |
| 2020年 | 華視 | 《老姑婆的古董老菜單》 | 林淑美   |
| 2021年 | 大愛 | 《姊姊向前衝》         | 陳招良   |

## 主持
- 台灣電視公司：《我愛周末》（1976年～1977年6月，與余天聯合主持）、《名星名曲》